# Ruby (voornaam)

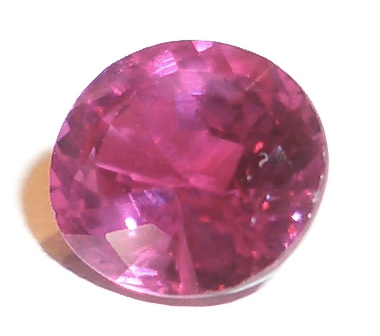
De edelsteen robijn, waar de naam van is afgeleid

Ruby is een voornaam die met name aan meisjes wordt gegeven. De naam is een Engelstalig en verwijst naar de edelsteen robijn, dat op zijn beurt weer is afgeleid van het Latijnse woord rubinus (rood). De robijn is tevens de geboortesteen van de maand juli.
De naam werd voor het eerst aan meisjes gegeven tijdens het Victoriaans tijdperk en is ook in Nederland in gebruik.

## Populariteit
Ruby is een populaire naam in met name Engelstalige landen. De naam is vooral populair als meisjesnaam en komt maar zeer zelden voor als jongensnaam, hoewel de naam in Engelstalige landen wel als roepnaam voor jongens met de naam Reuben kan worden gebruikt.

## Bekende personen
- Ruby Ashbourne Serkis (1998), Engels actrice
- Ruby Barnhill (2004), Brits actrice
- Ruby Barker (1996), Brits actrice
- Ruby Bradley (1907–2002), legerzuster
- Ruby Bridges (1954), Amerikaans activiste en eerste Afro-Amerikaans kind dat in de 20e eeuw op een blanke basisschool in Louisiana werd toegelaten
- Ruby Dandridge (1900-1987), actrice
- Ruby Dee (1924–2014), actrice
- Ruby Dhalla (born 1974), Canadees politica
- Ruby Nash Garnett (born 1939), zangeres van de Amerikaanse band Ruby & the Romantics
- Ruby Gilbert (1929-2010), Amerikaans politica
- Ruby Goldstein (1907–1984), Amerikaans boxer en scheidsrechter
- Ruby Berkley Goodwin (1903-1961), Amerikaans schrijfster en actrice
- Ruby Huisman (1998), Nederlandse BMX'er en baanwielrenster
- Ruby Hunter (1955–2010), Australische singer-songwriter
- Ruby Jerins (1998), Amerikaans actrice
- Ruby Keeler (1909–1993), actrice, zangeres en danser
- Ruby Laffoon (1869–1941), 43e Gouverneur van Kentucky
- Ruby Lin (born 1976), Taiwanees actrice
- Ruby McKim (1891–1976), Engelse quiltontwerper en schrijver
- Ruby Mesu, Nederlandse vechtsporter
- Ruby Modine (1990), Amerikaans actrice en zangeres
- Ruby Murray (1935–1996), Noord-Ierse zangeres
- Ruby Myers (1907–1983), Indiase stommefilmactrice
- Ruby O. Fee (1996), Duitse actrice
- Ruby Payne-Scott (1912–1981), Australisch astronoom
- Ruby Pocorni (1949), Surnaamse regisseur, actrice
- Ruby Rose (1986), Australische MTV-vj
- Ruby Roseman-Gannon (1998), Australische wielrenster
- Ruby Riott (1991), bijnaam van Amerikaans professioneel worstelaarster Dori Prange
- Ruby (1981), bijnaam van Egyptisch zangeres, model en actrice Rania Hussein Muhammad Tawfiq
- Ruby Schleicher (1998), Australische voetbalster
- Ruby Starr (1949-1995), Amerikaanse zangeres
- Ruby Svarc (1993), Australische voetbalster
- Ruby Tui (1991), Nieuw-Zeelands rugbyspeler
- Ruby Turner (1958), Brits-Jamaicaans zangeres, tekstschrijver en actrice
- Ruby Walsh (1979), Ierse jockey
- Ruby Wax (1953), comédienne
- Ruby West (1999), Canadese wielrenster
- Ruby Winters (1942–2016), Amerikaans soulzangeres
- Ruby Yang, Chinees-Amerikaanse filmmaker